# Andrej Stropel
Andrej Stropel, ljubljanski župan v 17. stoletju.
Stropel je bil župan Ljubljane v letih 1631, 1632 in 1633. 